# Glomeris ligurica
Glomeris ligurica är en mångfotingart som beskrevs av Robert Latzel 1886. Glomeris ligurica ingår i släktet Glomeris och familjen klotdubbelfotingar.

## Underarter
Arten delas in i följande underarter:
- G. l. apuana
- G. l. levantina